# ارزنی چرخه‌ای
ارزنی چرخه‌ای (نام علمی: Setaria verticillata) نام یک گونه از سرده ارزنی است.